# David Robinson (écrivain)
Pour les articles homonymes, voir David Robinson et Robinson.
David Robinson est un critique de cinéma et écrivain anglais né en 1930. Il a commencé par écrire pour le magazine Sight & Sound et le Monthly Film Bulletin dans les années 50 jusqu'à devenir rédacteur en chef adjoint du premier et rédacteur en chef du second en 1957-1958. Il a été critique cinématographique pour le journal Financial Times entre 1958 et 1973 et a poursuivi cette carrière au Times à partir de 1973. Il reste le principal critique du journal jusqu'en 1990 et un collaborateur régulier jusqu'en 1996.
Ses livres comptent Hollywood in the Twenties (1968) et World Cinema (1973), mais il est surtout connu pour être le biographe officiel de Charlie Chaplin. Chaplin : His Life and Art a d'abord été publié en 1985 et revu pour une seconde édition en 2001. Il s'agit de la référence canonique sur ce sujet permettant à Robinson de devenir une sorte de porte-parole non officiel pour Chaplin dans les médias. Il est également l'auteur d'un livre sur Buster Keaton. 
De 1997 à 2015, il a été directeur du festival du film muet Giornate del cinema muto de Pordenone qui a lieu en Italie tous les mois d'octobre.
David Robinson a joué un rôle significatif pour la création du Musée de l'image animée à Londres qui a ouvert en 1988.